# Moukeň ztepilá
Moukeň ztepilá (Bactris gasipaes), jinak také baktris broskvová či pejibaye, je druh hospodářsky významné jednoděložné rostliny z čeledi arekovitých (Arecaceae).

## Synonyma
- Guilielma gasipaes (Kunth) L. H. Bailey
- Guilielma speciosa C. Martius
- Bactris speciosa (Mart.) H. Karst.[1]

## Popis
Rostlina je tvořena bází, ze které vyrůstá jeden, častěji však vícero (4–⁠5) vzpřímených, 20 cm širokých a 18–⁠30 m vysokých výhonů se vzrostným vrcholem nahoře. Povrch kmene je chráněn množstvím černých, ostrých, 5–⁠10 cm dlouhých ostnů, uspořádaných do pásů, které jsou pravidelně proložené užšími, hladkými pásy. U některých odrůd ostny úplně chybí. Životnost jedné rostliny je 50–⁠75 let.
Listy jsou na líci tmavě zelené, na rubu bledé, lichozpeřené, sestávají z 3 cm širokých a 60 cm dlouhých lístků, celý list je 2,4–⁠3,7 m dlouhé. Žilnatina a řapík jsou kryty drobnými ostny.
Štíhlá, 20–⁠30 cm dlouhá hroznovitá květenství se před kvetením vyvíjí v ostnitých listenech, vyrůstajích z paždí listů. Květy jsou žluté, převážně samičí, samčí jsou umístěny na koncích hroznů. Opylování významně napomáhá hmyz.
Plody jsou uspořádané do bohatých trsů po 50–300 peckovicích (zralé dohromady cca 11 kg), jedna palma dokáže za sezónu vytvořit 5–⁠6 takových trsů. Peckovice mají kulový, vejčitý či kuželovitý tvar, jsou 2,5–⁠7,5 cm dlouhé, s tenkou slupkou, která v průběhu zrání mění svou barvu ze zelené na žlutou, oranžovou, červenou nahnědlou či fialovou, v závislosti na odrůdě. Uvnitř plodu se nachází 2 cm velká, bílá, olejnatá pecka s černou pokožkou. V některých plodech se pecka nevytvoří, vzácně se mohou objevit i takové, ve kterých jsou dvě semena srostlá. Dužnina je moučnatá, sladká, za syrova nejedlá. První plody se na rostlinách objevují v 6.–12. roce života.

## Poddruhy
- Bactris gasipaes var. gasipaes – domestikovaná varianta, plody dosahují hmotnosti 10–⁠200g, obsahují větší množství škrobu
- Bactris gasipaes var. chichagui – planá varianta, plody dosahují hmotnosti 1–⁠10g, obsahují větší množství oleje[5][7]

## Ekologie
Moukni ztepilé vyhovují vlhká, subtropická stanoviště, roste na dobře propustných půdách. Teplotně jsou rezistentní do –3 až –4 °C.
V oblastech svého přirozeného výskytu hraje velmi důležitou roli v zajišťování potravy pro místní faunu – desítkám druhů papoušků (Psittaciformes), agutiovitých (Dasyproctidae), jelenovitých (Cervidae) a jiných druhů zvířat.

## Rozšíření
Domovinou této palmy jsou pralesové oblasti Brazílie, Peru, Bolívie a Ekvádoru. Dnes je moukeň ztepilá rozšířená na severovýchodě Jižní Ameriky, ve Střední Americe, v Karibiku a dalších tropických oblastech.

## Galerie

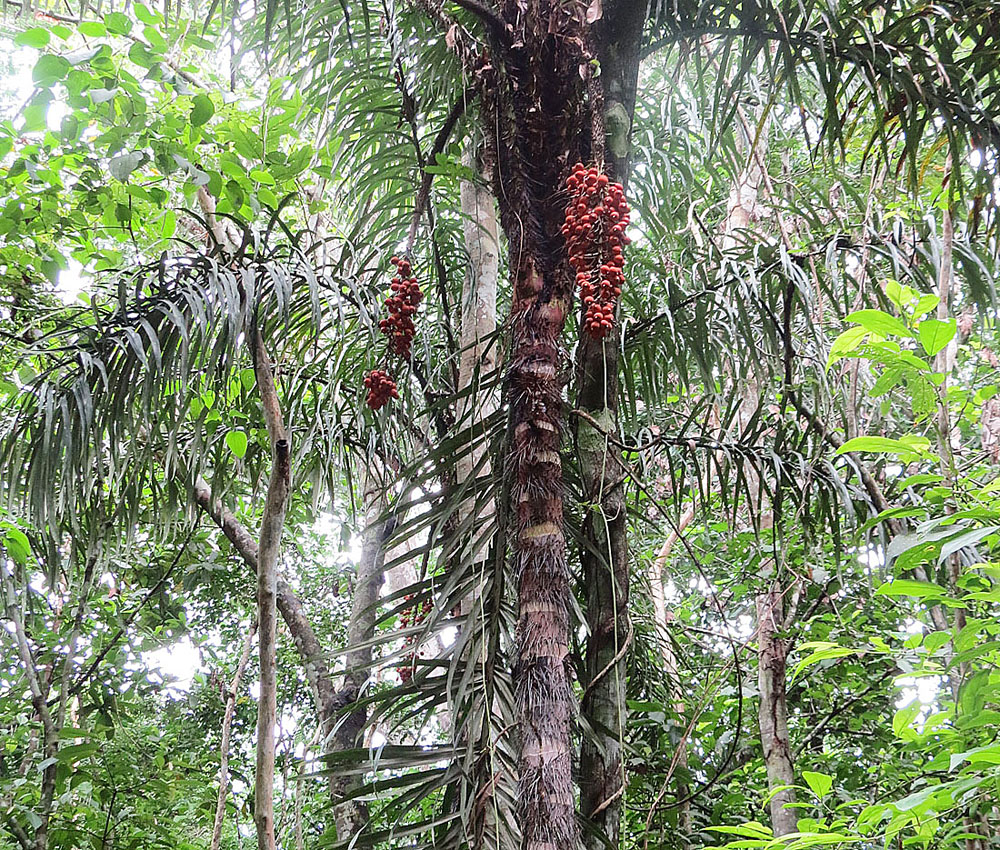
rostlina
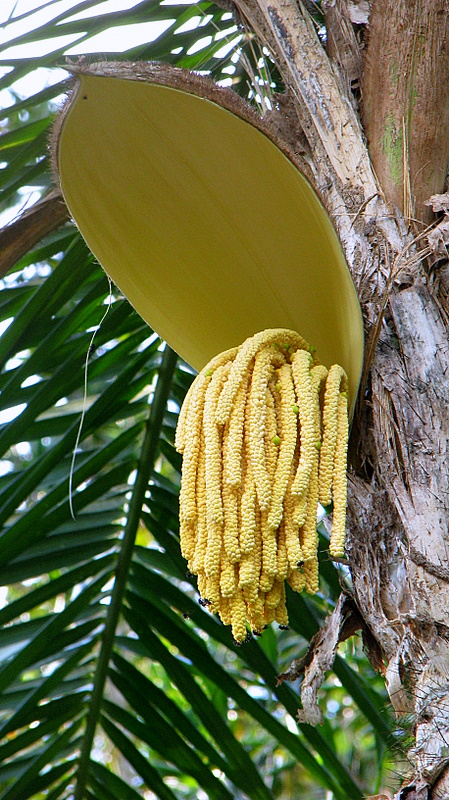
květ
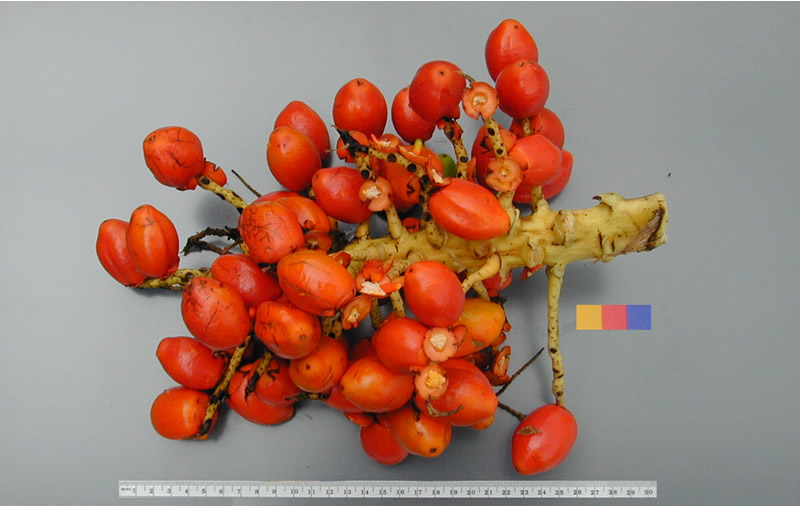
trs plodů
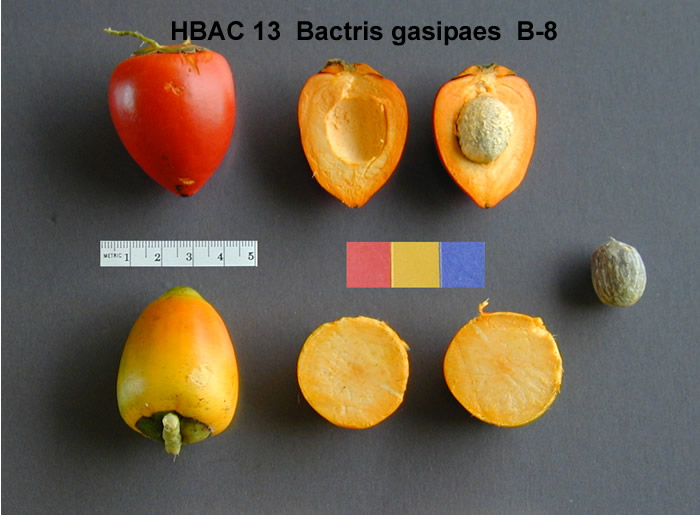
plod
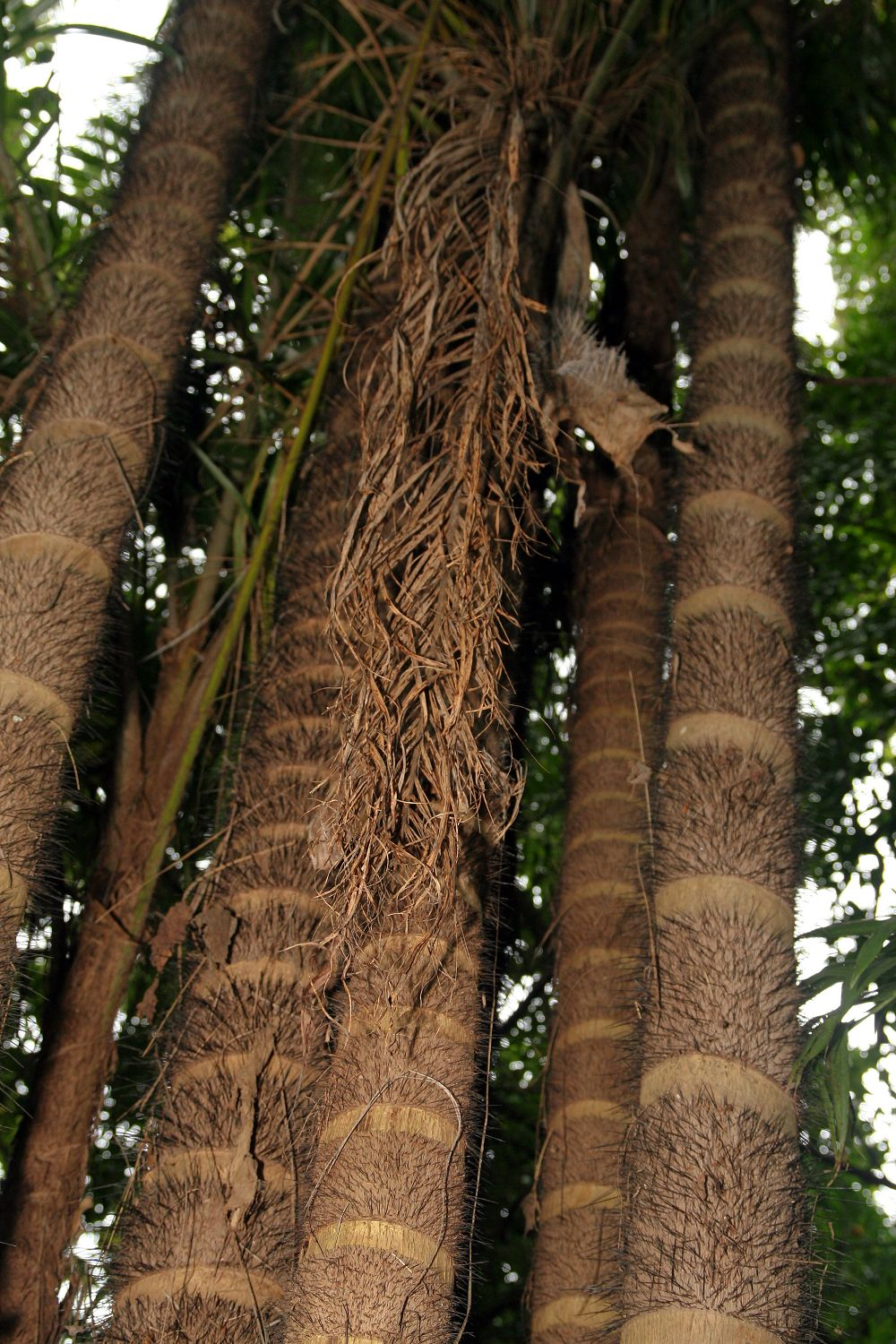
kmeny
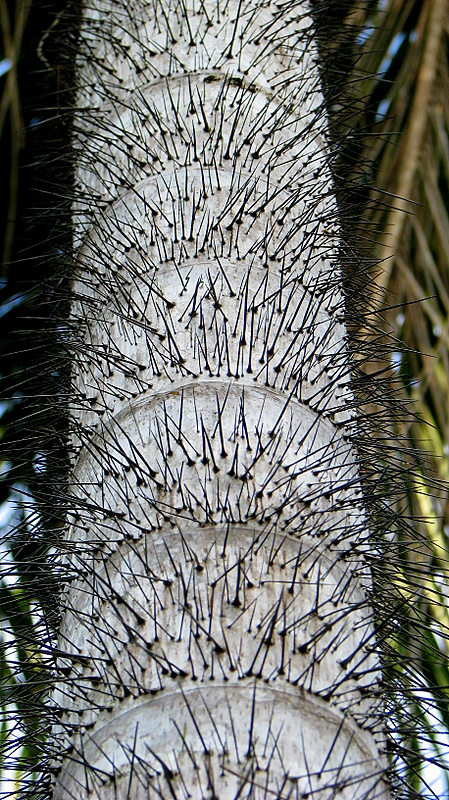
kmen
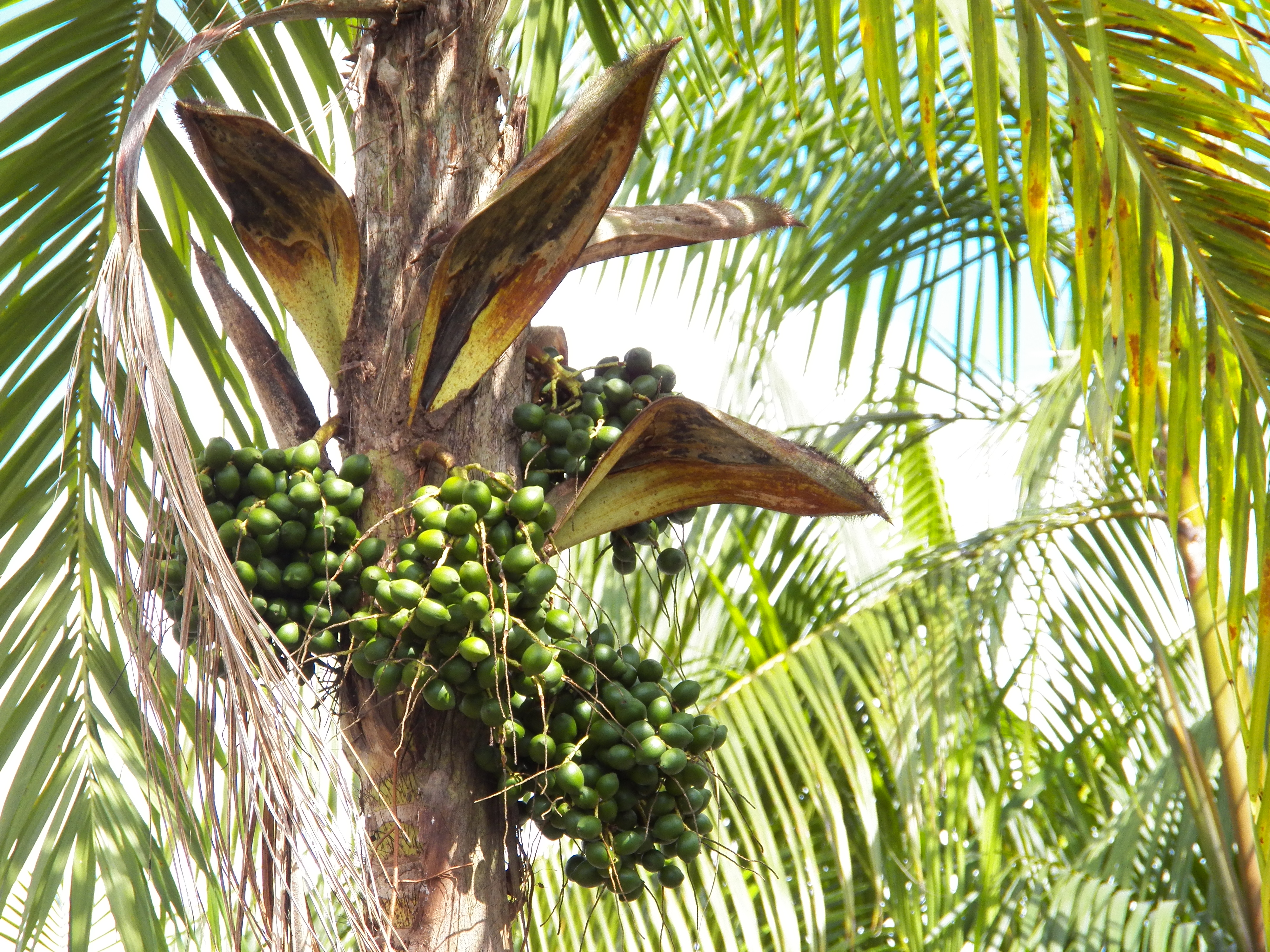
nezralé plody
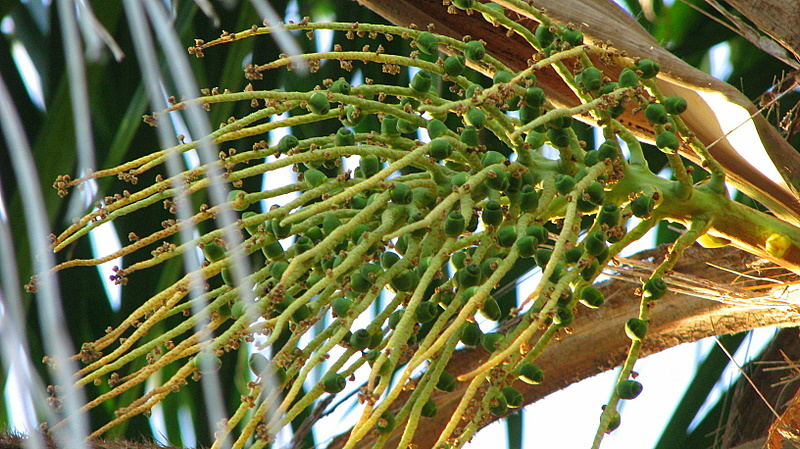
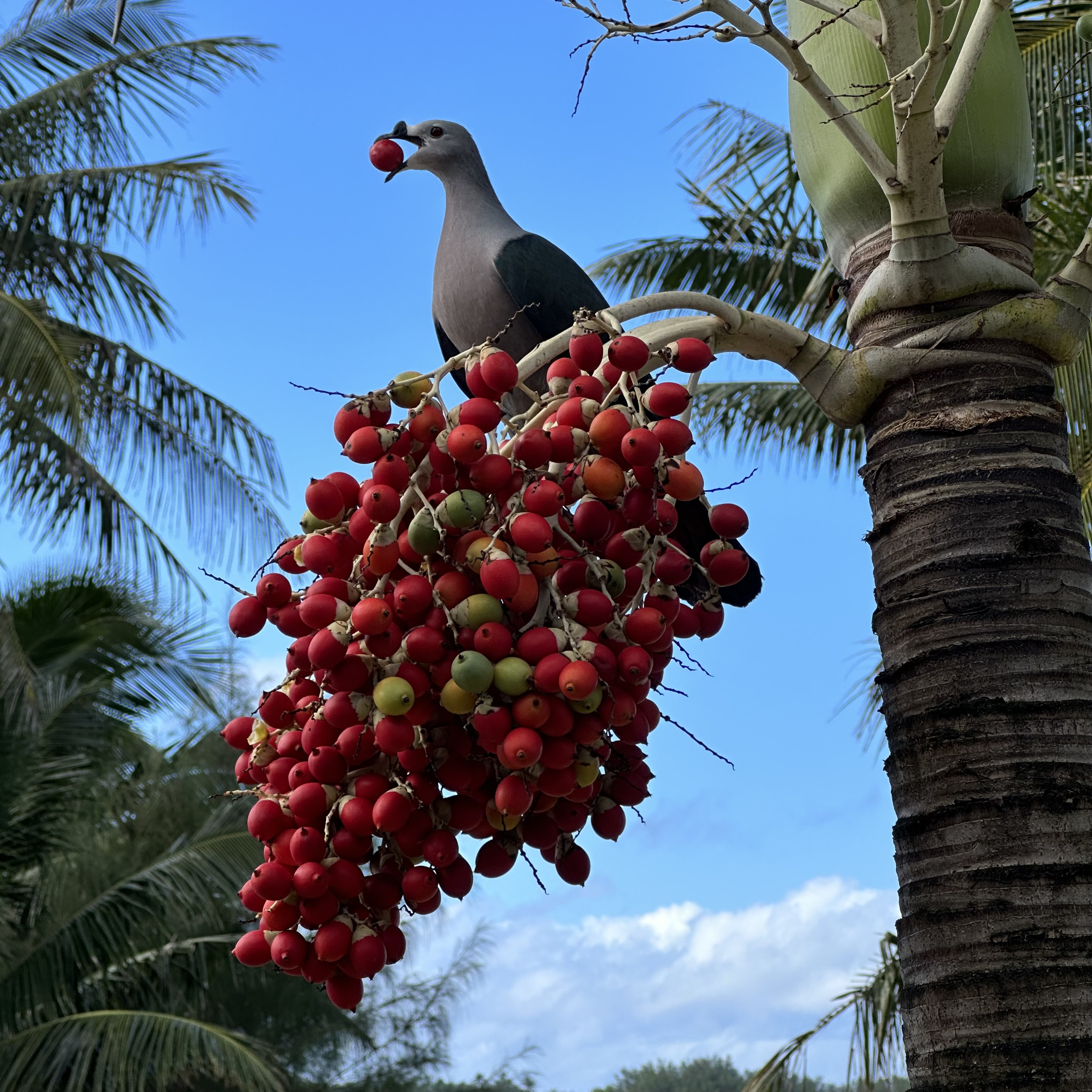
Holub pacifický pojídající plody moukně ztepilé
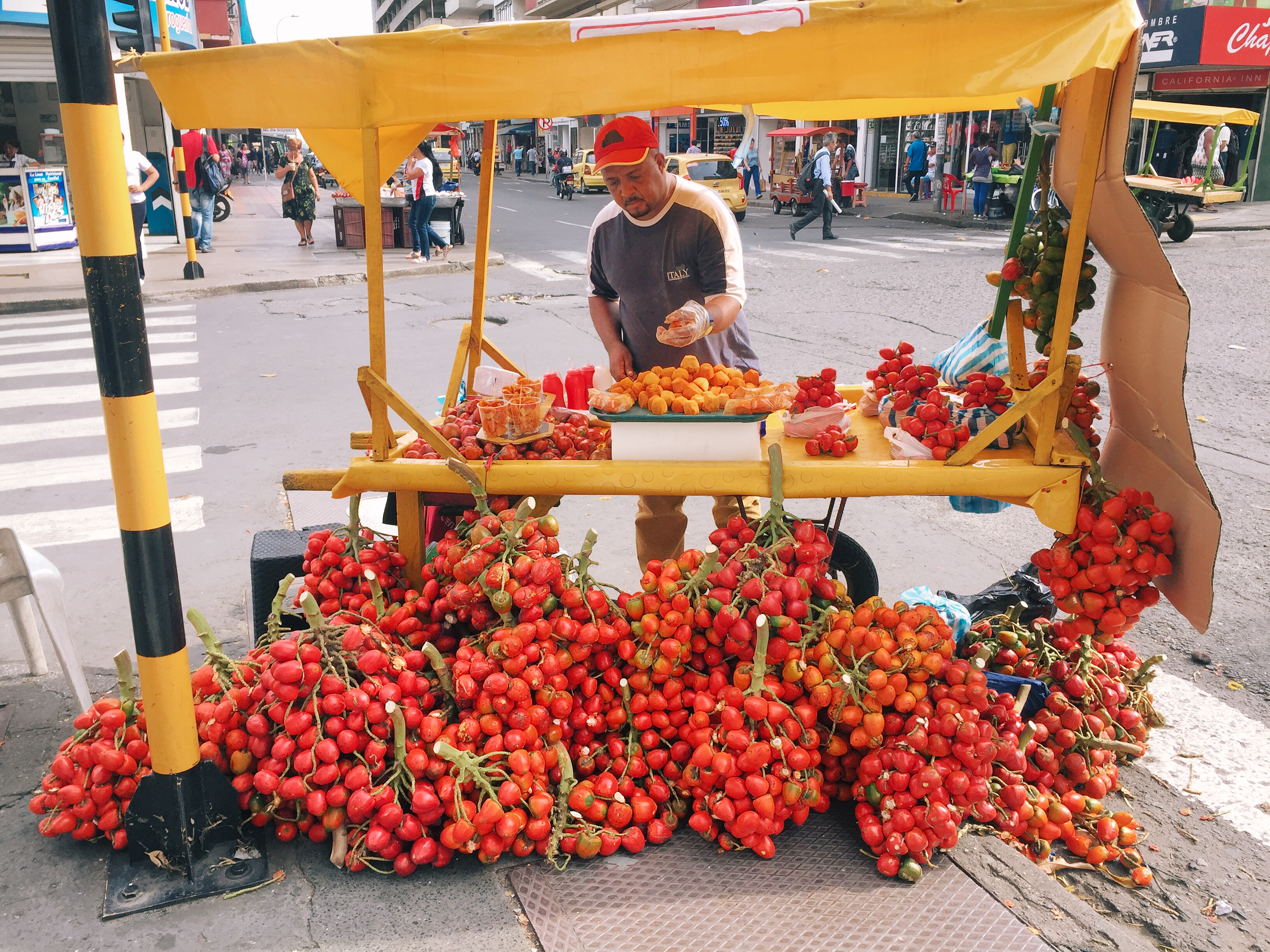
stánek s ovocem moukně ztepilé
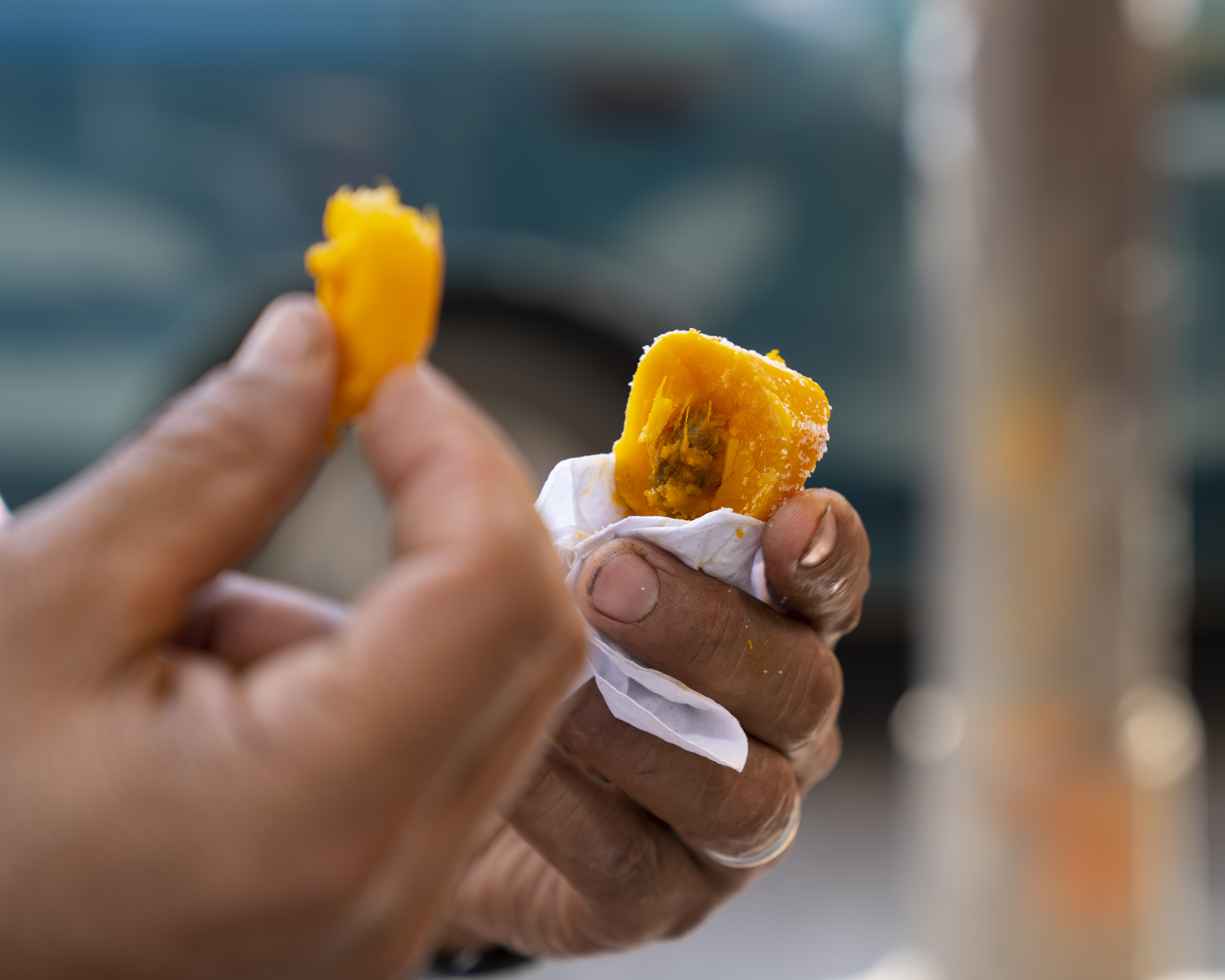
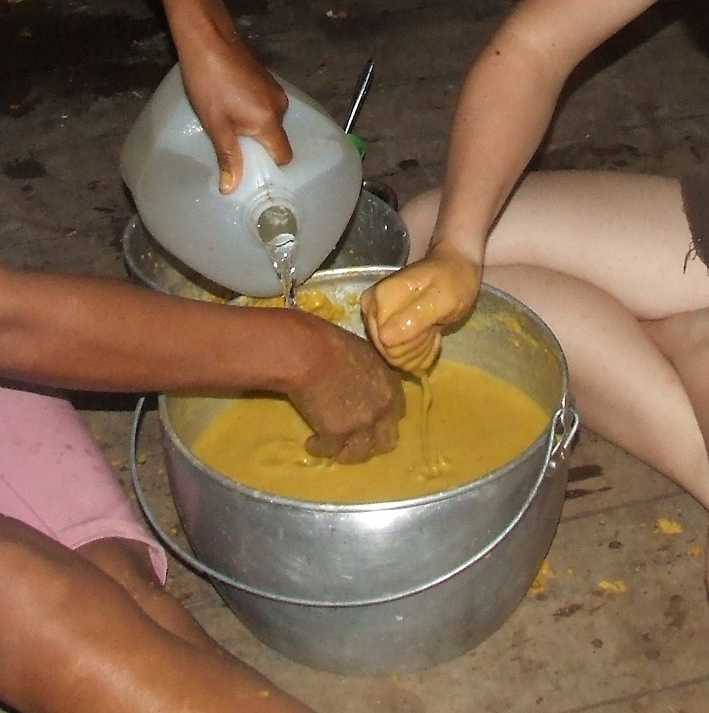
Chicha de Chonta

## Historie
Tato palma byla domestikována už 4000–⁠3000 let př. n. l. starověkými indiánskými civilizacemi, které se ji naučily všestranně využívat. Nejstarší archeologické pozůstatky tohoto druhu, jakožto kultivované rostliny, byly nalezeny v Kostarice a jsou datovány 2300–1700 př. n. l. První záznamy o této rostlině pocházejí z 15. století, kdy na ni v průběhu španělských výprav narazili dobyvatelé. V důsledku genocidy původních obyvatel pozbyla rostlina na svém významu (obecně se moukní, jakožto „ovocem indiánů“ opovrhovalo) a její dřevo začali Španělé využívat ke stavbě opevnění a výrobě zbraní.
Zájem o komerční pěstování moukně ztepilé se objevil až začátkem 20. století, kdy si v roce 1920 nechalo Ministerstvo zemědělství Spojených států dovézt její semena z Kostariky, přičemž ani jedno nevyklíčilo. Z další objednávky semen bylo vypěstováno 1000 sazenic, které byly následně rozeslány. Roku 1924 se rostlina dostala na Filipíny, v 70. letech i do Indie.
V současné době jsou hlavními producenty této rostliny Venezuela, Brazílie, Kostarika, Kolumbie a Ekvádor.

## Využití
Ovoce je komerčně využíváno jako výchozí surovina pro výrobu mouky, džusů, oleje, zavařenin, sirupů, alkoholických nápojů (palmové víno, Čiča a Masato), nebo jako krmivo pro hospodářská zvířata. Z nutričního hlediska jsou plody po všech stránkách velmi výživné (196 kcal/100 g). Dužnina je tvořená z 50,5% vodou a 41,7% sacharidů (hlavně škrobu), dále obsahuje znatelné množství karotenoidů, aminokyselin, vlákniny, vitamínu A, C, E, B1, B2, B3, B6 a B12, vyznačuje se rovněž malým množstvím tuku (4,4%) a úplnou absencí cholesterolu. V tradiční kuchyni se plody upravují vařením ve slané vodě, dají se také dusit nebo smažit. V kombinaci s dalšími látkami se dále používá pro čištění vody od těžkých kovu, při výrobě xylanázy, jako potravinářské barvivo nebo jako substrát pro pěstování tržních hub (zbytky).
Pecky se pro svou olejnatost a používají v kosmetickém průmyslu či jako krmivo pro hospodářská zvířata. Dají se také konzumovat, chutí připomínají kokos či pečené kaštany, údajně jsou ale poměrně špatně stravitelné.
Dřevo je tvrdé, ale pružné zároveň, čehož se využívá při výrobě rybářských prutů, luků, nástrojů, ve stavebnictví a nábytkářství.
Kořeny se užívají jakožto lék k hubení endoparazitických červů.
Vnitřní část vrcholu, tedy mladé, nevyvinuté listy, tj. palmové srdce, se podává na způsob zeleniny, např. do salátů.